# Saint-Genès-du-Retz

Saint-Genès-du-Retz este o comună în departamentul Puy-de-Dôme, Franța. În 1 ianuarie 2022 avea o populație de 463 de locuitori.